# Еренкірхен
Еренкірхен (нім. Ehrenkirchen) — громада в Німеччині, знаходиться в землі Баден-Вюртемберг. Підпорядковується адміністративному округу Фрайбург. Входить до складу району Брайсгау-Верхній Шварцвальд.
Площа — 37,80 км2. Населення становить 7627 ос. (станом на 31 грудня 2020).